# Tsurugashima
Tsurugashima (鶴ヶ島市?, Tsurugashima-shi) è una città giapponese della prefettura di Saitama.